# Jugend

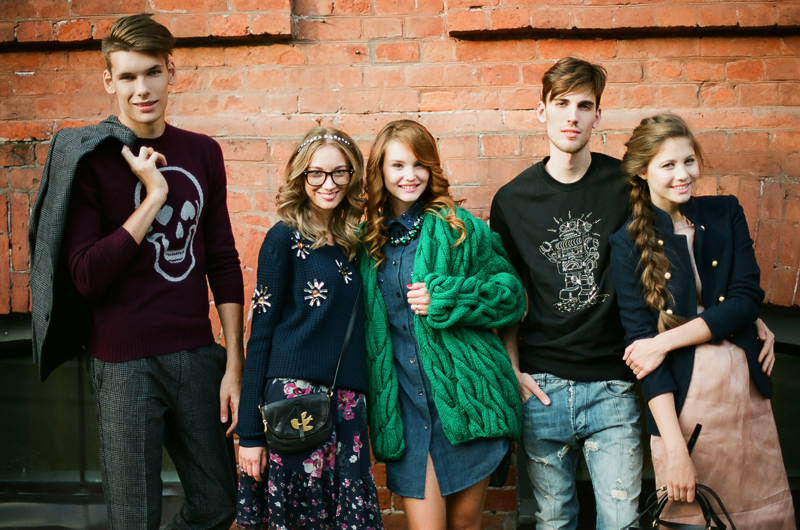
Jugendliche in Moskau 2013

Unter Jugend ist im Allgemeinen eine soziale Altersgruppe gemeint, die sich in ihrem Alter und ihrem Status in der Gesellschaft unterscheidet und in der Altersperiode zwischen Kindheit und mittlerem Alter liegt. Die unteren Altersgrenzen werden zwischen 14 und 16 Jahren festgelegt, die oberen Altersgrenzen zwischen 25 und 35 Jahren und sogar später festgelegt. Wegen ihrer Länge wird die Lebensphase Jugend auch in die Abschnitte Adoleszenz und Postadoleszenz untergliedert, wobei umstritten ist, wo die Grenze verläuft. In der Praxis ist die Volljährigkeit relevant und nicht eine wissenschaftliche Abgrenzung.
Die rechtliche Einstufung als Jugendlicher ist in vielen Ländern ausgesprochen kurz (vgl. unten „Rechtliche Definitionen“, siehe auch Jugendrecht).
Der englische Begriff Teenager bezieht sich auf den Bereich der englischen Zählwörter, die auf -teen enden: Thirteen, fourteen usw., also den Bereich von 13 bis 19 Jahren.

## Zum Begriff

### Begriffsentstehung
Der Begriff Jugend ist historisch gesehen relativ jung und wurde erst um 1800 häufiger verwandt. Der Begriff des Jugendlichen war dabei ursprünglich ambivalent besetzt (Jugend ist Trunkenheit ohne Wein) und diente auch zur Distanzierung von einer Personengruppe, die als gefährdet definiert wurde. Der Begriff bezeichnete dann beispielsweise in der Jugendhilfe der 1880er Jahre eine männliche Person aus der Arbeiterklasse zwischen 13 und 18 Jahren, der Tendenzen zur Verwahrlosung, Kriminalität und eine Empfänglichkeit für sozialistische Ideen unterstellt wurden. Erst nach 1900, im Zuge der Jugendbewegung, wurde die eher negative Konnotation des Begriffs (Jugend als Gefährdung und Unreife) durch ein positives Bild ersetzt. Im Rahmen nationalistischer Strömungen entstand nach dem Ersten Weltkrieg ein politischer Jugendmythos: Jugend als Motor der Geschichte (Wer die Jugend hat, hat die Zukunft).
Das erste negative Jugendbild in der Industriegesellschaft wirkte jedoch latent weiter und ist gerade in Zeiten gesellschaftlicher Umbrüche wieder aktualisierbar, wie die Diskussion um Jugendgewalt und Jugendkriminalität in den 1990er Jahren zeigte: Jugend(liche) als Gefährdung und Bedrohung.

### Definitionen der „Jugend“
Jugend kann auf verschiedene Arten betrachtet werden, zum einen bezeichnet der Begriff eine Phase im Leben eines Individuums und zum anderen wird damit eine eigenständige Gruppe von Menschen erfasst. Je nach Auffassung kann man zur Eingrenzung der Lebensphase heute bestimmte Alterswerte oder aber eine Definition anhand von qualitativen Merkmalen vornehmen. Gemäß dieser zweiten Möglichkeit wird als Beginn der Jugendphase meistens die körperliche Geschlechtsreife gewählt, als Ende das Erreichen von finanzieller und emotionaler Autonomie. Um diese „Statuspassage“ zu durchlaufen, sind eine Reihe von Entwicklungsaufgaben zu bewältigen, die Hurrelmann und Quenzel als „bilden und qualifizieren“, „ablösen und neu binden“, „konsumieren und regenerieren“ und „Wertorientierung und Partizipation“ bezeichnen.
Es existieren verschiedene Definitionen nach Alter:

#### Rechtliche Definitionen
- - Nach deutschem Recht ist Jugendlicher, wer 14 (außer im Jugendarbeitsschutzgesetz, dort ab 15), aber noch nicht 18 Jahre alt ist (§ 1 Abs. 2 JGG). Im Kontext des Achten Buches Sozialgesetzbuch (SGB VIII) ist in Deutschland Jugendlicher, „wer 14, aber noch nicht 18 Jahre alt ist“ (§ 7 Abs. 1 Nr. 2 SGB VIII). Ein Jugendlicher gehört zu den im SGB VIII definierten jungen Menschen, zu denen ebenfalls die jüngere Personengruppe der Kinder gehört (mit Ausnahmen, „wer noch nicht 14 Jahre alt ist“) und die ältere Personengruppe der jungen Volljährigen („wer 18, aber noch nicht 27 Jahre alt ist“). Heranwachsender ist nach dem Jugendgerichtsgesetz jede Person, die das 18. Lebensjahr, aber noch nicht das 21. Lebensjahr vollendet hat.

- - Auch nach dem österreichischen Jugendgerichtsgesetz ist Jugendlicher, wer 14, aber noch nicht 18 Jahre alt ist. Die Jugendschutzgesetze in Österreich sind Landesgesetze, und der Begriff des Jugendlichen ist dort durchaus unterschiedlich verankert. Während die Bundesländer Steiermark, Kärnten, Tirol und Vorarlberg Personen bis zur Vollendung des 14. Lebensjahres als Kinder und ab dem vollendeten 14. bis zum vollendeten 18. Lebensjahr als Jugendliche ansprechen, kennt das Gesetz Oberösterreichs nur den Begriff Jugendliche für Personen bis zum vollendeten 18. Lebensjahr, Wien, Niederösterreich, Burgenland verwenden dafür den Ausdruck junge Menschen – den Begriff Kind gibt es in diesen vier Bundesländern nicht. Abweichend von diesen Auffassungen, wie auch vom Bundesrecht, das bei Minderjährigen prinzipiell Mündigkeit und Unmündigkeit zum Stichtag vollendetes 14. Lebensjahr sieht, setzt das Jugendschutzgesetz Salzburgs Jugendliche für Personen ab dem vollendeten 12. bis zum vollendeten 18. Lebensjahr an, und spricht davor von Kind. Außerdem gelten – außer in Salzburg und Tirol – Zivil- und Wehrdiener, außerdem zusätzlich in Vorarlberg auch Verheiratete, jeweils unter 18 Jahren als rechtlich Erwachsene.[2]
  - Auch das liechtensteinische Jugendgerichtsgesetz[3] und Kinder- und Jugendgesetz[4] legen fest, dass Jugendlicher ist, wer 14, aber noch nicht 18 Jahre alt ist.
  - In der Schweiz wird der Begriff uneinheitlich verwendet: Wer noch nicht 16 Jahre alt ist, gilt nach dem Strafgesetzbuch (Schweiz) als Kind; sexuelle Handlungen mit unter 16-Jährigen sind strafbar, wenn der Altersunterschied mehr als drei Jahre beträgt. Damit ist das Schutzalter höher als in Deutschland, Österreich und Liechtenstein. Allerdings beginnt in der Schweiz die Strafmündigkeit nach Artikel 3 Jugendstrafgesetz mit 10 Jahren; dieses Gesetz definiert Jugendliche als Personen, die 10, aber noch nicht 18 Jahre alt sind. Beim Jugendschutz in der Schweiz bestehen Unterschiede zwischen den Kantonen.
  - In den USA bestehen Unterschiede zwischen den Bundesstaaten.

## Anteil der Jugendlichen
Alle Statistiken der UNO über Jugendliche basieren auf obengenannter Definition (15–25). Laut aktuellen Schätzungen waren 1995 18 % (oder 1 Milliarde) der Weltbevölkerung Jugendliche, wovon 85 % in Entwicklungsländern leben. Die UNO hat den 12. August zum „Tag der Jugend“ ernannt.
Im Dezember 2015 verabschiedete der UN-Sicherheitsrat jedoch eine Resolution, die das Wachstum radikaler Stimmungen unter Jugendlichen als Bedrohung für Stabilität und Entwicklung anerkennt (Jugendliche sind in dieser Resolution als Menschen im Alter von 18 bis 29 Jahren definiert). Das Dokument wurde von der jordanischen Vertreterin Dina Kawar zur Diskussion gestellt und erklärte: «Wir versuchen, die Aufmerksamkeit der Welt zu wecken, damit junge Menschen die Aufmerksamkeit erhalten, die sie verdienen, zu einer Zeit, in der die Welt zu einem Ort geworden ist, an dem es immer mehr Probleme gibt.» Aber zum Beispiel definiert die afrikanische Jugendcharta als Jugendliche von Menschen im Alter von 15 bis 35 Jahren.

## Jugend als Lebensabschnitt
In die Jugendzeit fallen die Pubertät, das Ende der Schulzeit, der Beginn der Berufsausbildung, die Abnabelung vom Elternhaus und die Identitätsfindung. Deswegen wird die Jugendzeit sowohl vom Jugendlichen, der sie durchlebt, als auch von den Eltern als nicht ganz einfach angesehen. So ist sie auch Gegenstand zumal der Dichtung von Volks- und Studentenliedern bis hin zu einer eigenen Jugend-Literatur.

## Geschichte
Jugend und Kindheit sind historisch gewachsene Begriffe, die im Zusammenhang mit der jeweiligen Gesellschaftsform gesehen werden müssen. So gab es noch im 17. Jahrhundert in vielen Ständen und vergleichbaren Gruppierungen jenseits der Säuglingszeit weder eine ausgeprägte Kindheit in unserem Sinn noch eine Jugend. Jedoch hatte sich im Adel und dann im Bürgertum das Muster des Jünglings bzw. der Jungfrau herausgebildet, im geistlichen Stand der Novize.

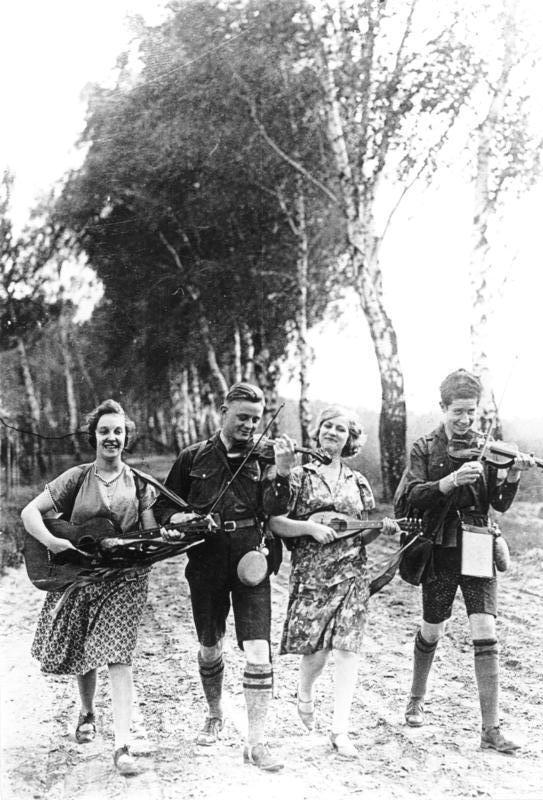
Musizierende Wandervögel unterwegs. Undatierte Photographie

Jugend als eigene Lebensphase ist dann ein Produkt der Modernisierung: Erst seit dem letzten Drittel des 19. Jahrhunderts wurde Jugend als eigenständige Gruppierung mit spezifischen gemeinsamen Merkmalen zu einem gesellschaftlichen Thema und bald auch zu einem Handlungsfeld der Politik. In vormodernen, agrarisch strukturierten Gesellschaften mit wenig ausgeprägter Arbeitsteilung wurden die notwendigen Fähigkeiten und Kompetenzen von der Elterngeneration vermittelt. Durch die zunehmende Industrialisierung und Technisierung reichte dies aber nicht mehr aus. Vielmehr sollten die Fähigkeiten und Fertigkeiten in der Schule und der Berufsausbildung erworben werden. Dies bedeutete aber eine längere Freistellung der nachwachsenden Generation vom Arbeitsleben. Diesen Zuwachs an Freizeit nutzten die Jugendlichen zur Ausbildung einer eigenen Jugendkultur. Tonangebend waren hier zunächst Jugendliche mit einem bürgerlichen Hintergrund, die sich auf Fahrten und Wanderungen durch die Natur, wie sie der 1896 gegründete Wandervogel populär machte, Distinktion vom Erwachsenenleben fanden. An diese Formen knüpften bald auch Arbeiterjugendliche an. Dieses vordergründig touristische Verhalten der Jugendlichen wurde gesellschafts- und kulturkritisch aufgeladen. Nach dem Ersten Weltkrieg entwickelte sich in Deutschland eine breit gefächerte Szene von an selbstorganisierten Fahrten teilnehmenden Jugendlichen, die in so genannten Bünden organisiert waren, die Bündische Jugend. Hier fanden seit den 1920er Jahren die sich als betont junge Bewegung gerierenden Nationalsozialisten und namentlich die Hitlerjugend Anknüpfungsmöglichkeiten, die die Symbolsprache und die Gemeinschaftsformen der bündischen Jugend übernahm und monopolisierte.
„Jugend“ als Chiffre für Dynamik, Neuerung und den Willen, verkrustete oder entfremdete Formen der Kultur zu überwinden, wurde schon früh auch von der älteren Generation genutzt, so etwa in der 1896 gegründeten Kulturzeitschrift Jugend, die dem Jugendstil ihren Namen gab. Jugend und Jugendlichkeit wurde zu einem eigenen Wert – ganz im Gegensatz zu den Jahrzehnten vor dem Ersten Weltkrieg, als Berufsanfänger in ihren Zwanzigern, wie Stefan Zweig beschreibt, in ihrem Habitus und in Kleidung und Haartracht versuchten, möglichst erwachsen, gesetzt und erfahren zu erscheinen. Der so entstehende Jugendmythos wurde bereits in den 1930er Jahren von José Ortega y Gasset kritisiert („Ein Geist allgemeiner Hanswursterei weht durch Europa“). Wegen dieser herausgehobenen Bedeutung der Jugend hat man das 20. Jahrhundert als das „Jahrhundert der Jugend“ bezeichnet.
Ab den 1960er Jahren entwickelte sich Jugend dann als Folge der Bildungsexpansion, veränderter elterlicher Erziehungsziele, einer zunehmenden kulturellen Autonomie der Jugendlichen und dem Wirken einer jugendspezifischen Konsum- und Unterhaltungsindustrie zu einer relativ eigenständigen Lebensphase (siehe auch 68er-Bewegung). Seit den 1970er Jahren versuchten zunehmend ältere Jahrgänge, jugendliche Moden und Lebensstile (Spontaneität) zu imitieren. Die Jugendlichkeit der Haut und ein junges Aussehen hoffe man durch Kosmetik- und andere Lifestyle-Produkte zu erlangen.

## Filme
- 1931: Mädchen in Uniform (Regie: Leontine Sagan)
- 1950: Die Vergessenen Los Olvidados (Regie: Luis Buñuel)
- 1951: Le film est déjà commencé? (Regie: Maurice Lemaître)
- 1953: The wild one (Regie: László Benedek)
- 1955: … denn sie wissen nicht, was sie tun Rebel Without a Cause (Regie: Nicholas Ray)
- 1958: Was machen wir jetzt? (Regie: Peter Weiss)
- 1960: Nackte Jugend (Regie: Nagisa Ōshima)
- 1978: In girimus imus nocte et consumimur igitur, Wir wandern des Nachts im Kreise umher und werden vom Feuer verzehrt (Regie: Guy Debord)
- 1980: Gölge – Zukunft der Liebe (Regie: Sema Poyraz)
- 1985: Zwei gute Freundinnen Two Friends (Regie: Jane Campion)
- 1991: My Private Idaho (Regie: Gus van Sant)
- 1992: Boyz n the Hood – Jungs im Viertel (Regie: John Singleton)
- 2007: Prinzessinnenbad (Regie: Bettina Blümner)
- 2013: Wir, die Teenager (Dokumentarfilm von Matt Wolf)